# Get the Balance Right!
Get the Balance Right! è un singolo del gruppo musicale britannico Depeche Mode, pubblicato il 31 gennaio 1983.

## Descrizione
Si tratta del primo brano registrato con Alan Wilder come membro ufficiale del gruppo. Il pezzo venne successivamente inserito nella raccolta The Singles 81-85 e in versione remixata nella raccolta Remixes 81-04.

## Video musicale
Il video, girato nell’autunno del 1982, fu diretto da Kevin Hewitt e come per i precedenti See You, The Meaning of Love e Leave in Silence, i Depeche Mode furono insoddisfatti del risultato, tanto da rifiutarsi di inserirlo nella raccolta Some Great Videos.

## Tracce
Testi e musiche di Martin L. Gore, eccetto dove indicato.
7" (Europa)
- Lato A

1. Get the Balance Right! – 3:12

- Lato B

1. The Great Outdoors! – 5:01 (Martin L. Gore, Alan Wilder)

MC, 12" (Europa)
- Lato A

1. Get the Balance Right! (Combination Mix) – 7:56

- Lato B

1. The Great Outdoors! – 5:04 (Martin L. Gore, Alan Wilder)
2. Tora! Tora! Tora! (Recorded Live at Hammersmith Odeon 25th Oct. 1982) – 4:08

12" (Canada, Stati Uniti)
- Lato A

1. Get the Balance Right! (Combination Mix) – 7:56

- Lato B

1. The Great Outdoors!/Tora! Tora! Tora! – 9:15 (Martin L. Gore, Alan Wilder)
2. Get the Balance Right! (Edited Mix) – 3:10

CD
1. Get the Balance Right (Combination Mix) – 7:56
2. The Great Outdoors! – 5:02 (Martin L. Gore, Alan Wilder)
3. Tora! Tora! Tora! (Live) – 4:09
4. Get the Balance Right (7" Version) – 3:12

CD maxi (Europa), 12" (Europa) – Get the Balance Right and Live Tracks
1. Get the Balance Right (Original 7" Mix) – 3:12
2. My Secret Garden (Live) – 7:30
3. See You (Live) – 4:10
4. Satellite (Live) – 4:20
5. Tora! Tora! Tora! (Live) – 4:00
6. Get the Balance Right (Original 12" Mix) – 7:51

## Classifiche
| Classifica (1983)        | Posizione massima |
| ------------------------ | ----------------- |
| Francia                  | 61                |
| Germania                 | 38                |
| Irlanda                  | 16                |
| Regno Unito              | 13                |
| Stati Uniti (dance club) | 31                |
| Sudafrica                | 14                |